# 高则
高则（601年—676年），唐代将领，字宏规，泾州安定人，官至上骑都尉，有子四人。

## 生平
高则的祖先是渤海人，但是后代因为当官迁家到泾州安定县。而高则自幼熟读兵书，在隋末动乱的时候追随李渊征讨东西南北。义宁二年，由于薛举在幽陇之地作恶多端，高则自请随太宗出征，于长孙无忌帐下出谋划策。因为高则的帮助，长孙无忌在崤陵俘虏了很多西秦军队，所以高则在战后被封为朝散大夫，被赐物三百段。在唐朝版图稳固后高则转向内政，咸亨三年，他被任命为检校水运使、搜粟都尉并前往河阳负责治理水旱问题。不久他就依靠引水成功解决干涸，被封为上骑都尉。上元三年三月，高则在乐邑的府邸內去世，享年七十六，并于十月份葬于安定县东南二十里处的平原。戴逵在高则死后被命为他撰写墓志铭，并由张昶刻石于上。

## 世系
高冲：高则曾祖，先从北齐，后为周左屯卫别将。
高赦：高则祖父，周南和县县长。
高仁叡：高则长子
高仁楷：高则次子
高仁护：高则三子
高仁昉：高则四子